# Заневичи
Зане́вичи (бел. Заневічы; прежнее название — Абремщина) — деревня в Индурском сельсовете Гродненского района Гродненской области Белоруссии.
В Заневичах находятся Костёл Сердца Иисуса, построенный в стиле неоклассицизма и перестроенный в 1917 и часовня.
2 мая 2008 года в Заневичах прошли торжества по случаю беатификации сестры Целины Боженской.

## Известные уроженцы Заневич
- Иосиф Станевский[5] — викарный католический епископ Гродно.
- Ежи Стецкевич (1953—2020) — польский католический священник, монсеньор, настоятель прихода св. Адальберта в Калининграде.